# Norman Eddy
Norman Eddy, född 10 december 1810 i Scipio i delstaten New York, död 28 januari 1872 i Indianapolis i Indiana, var en amerikansk demokratisk politiker. Han var ledamot av USA:s representanthus från 1853–1855 och Indianas statssekreterare från 1871 fram till sin död.
Eddy studerade medicin vid University of Pennsylvania. Därefter studerade han juridik och inledde 1847 sin karriär som advokat i South Bend. År 1853 efterträdde han Graham N. Fitch som kongressledamot och efterträddes 1855 av Schuyler Colfax. År 1871 tillträdde han statssekreterarämbetet i Indiana. Eddy avled 1872 i ämbetet och gravsattes på City Cemetery i South Bend.